# Karl Rosner
Karl Peter Rosner (* 5. Februar 1873 in Wien; † 6. Mai 1951 in Berlin) war ein österreichischer Schriftsteller.

## Leben
Karl Rosner war der Sohn des Schriftstellers Leopold Rosner. Karl Rosner besuchte das Franz-Joseph-Gymnasium in Wien und absolvierte anschließend eine Ausbildung zum Buchhändler. Er war in diesem Beruf in Leipzig, Breslau, Wien und München tätig. Ab 1901 lebte er in Berlin und gehörte zunächst der Redaktion der Gartenlaube an; später war er Herausgeber der Monatszeitschrift Der Greif. Von 1915 bis 1918 war Rosner Kriegsberichtserstatter im Hauptquartier des Kronprinzen Wilhelm. Von 1919 bis 1934 leitete er die Berliner Filiale des Cotta-Verlags.
Karl Rosner war Verfasser von Romanen, Erzählungen und Gedichten. Während sein Frühwerk von der Dekadenzliteratur geprägt war, schrieb er später erzählende Werke, in denen seine nationale Gesinnung in den Vordergrund trat. Seine größten Erfolge erzielte er 1921 mit dem Werk Der König, einem Roman über das kaiserliche Hauptquartier während der Zweiten Marneschlacht im Jahre 1918 (Gesamtauflage bis zu Beginn der 1930er Jahre über 100.000 Exemplare), sowie 1922 mit der Herausgabe der Memoiren des preußischen Kronprinzen Wilhelm. Von den Nationalsozialisten wurde ihm sein Eintreten für Toleranz in der „Judenfrage“ vorgeworfen; Rosner veröffentlichte zwischen 1933 und 1945 keine weiteren Werke.
1895 heiratete er in Wels Mathilde Rinke (* 1873 Scharten; † 1952 Berlin-Grunewald). Die gemeinsame Tochter Helene (1896–1979) heiratete 1922 den Schriftsteller und Filmproduzenten Heinrich Bolten-Baeckers.
Karl Rosner starb 1951 im Franziskus-Krankenhaus Berlin an Magenkrebs.

## Werke
- Decadence. Leipzig 1893.
- Gefühle. Leipzig 1894.
- Shakspere’s Hamlet im Lichte der Neuropathologie. Berlin u. a. 1895
- Auferstehung. Berlin 1896.
- Das Kind. Berlin 1896.
- Taube Ehen. Berlin u. a. 1899.
- Ein Brandstifter und andere Erzählungen. Dresden u. a. 1902.
- Der Ruf des Lebens. Leipzig 1902.
- Dietrich Hellwags Sieg. Stuttgart u. a. 1904.
- Der böse Blick und andere Novellen. Stuttgart 1905.
- Der Fall Versegy. Stuttgart 1905.
- Georg Bangs Liebe. Berlin 1906.
- Rinnender Sand. Berlin 1906.
- Die Mumienhand. Berlin 1907.
- Der Puppenspieler. Stuttgart 1907.
- Sehnsucht. Berlin 1907.
- Die silberne Glocke. Leipzig u. a. 1909.
- Der Herr des Todes. Leipzig u. a. 1910, verfilmt 1913 und 1926
- Der Diener Dieffenbach. Leipzig 1911.
- „Es spricht die Nacht …“ und andere Novellen. Leipzig u. a. 1911.
- Der Sieger. Berlin 1913.
- Der Tod der Liebe und andere Novellen. Berlin u. a. 1913.
- Die drei Fräulein von Wildenberg. Leipzig 1914.
- Wir tragen das Schwert! Stuttgart u. a. 1914.
- Der deutsche Traum. Stuttgart u. a. 1916.
- Der graue Ritter. Berlin 1916.
- Vor dem Drahtverhau. Berlin 1916.
- Die Feindin. Leipzig 1917.
- Mit der Armee von Falkenhayn gegen die Rumänen. Berlin 1917.
- Vor der Siegfried-Stellung. Berlin 1917.
- Die große Frühlingsschlacht 1918. Berlin 1918.
- Der Überläufer. Leipzig 1918.
- Das Aquarium. Berlin u. a. 1919.
- Die Beichte des Herrn Moritz von Cleven. Stuttgart u. a. 1919.
- Es spricht die Nacht und andere Novellen. Leipzig u. a. 1921.
- Der König. Stuttgart u. a. 1921.
- Spione. Stuttgart u. a. 1921.
- Der Tod der Liebe und andere Novellen. Berlin u. a. 1921.
- Befehl des Kaisers! Stuttgart u. a. 1924.
- Der geschundene Eros. Stuttgart 1925.
- Die Sendung des Leutnants Coignet. Berlin 1929.
- Komteß Marese. Stuttgart u. a. 1931.
- Der vollkommene Adrian. Berlin 1933.
- Die Versuchung des Joos Utenhoven. Stuttgart u. a. 1933.
- Im Zauberkreis. Düsseldorf 1947.
- „Damals …“. Düsseldorf 1948.

### Herausgeberschaft
- Ferdinand Kürnberger: Das Schloss der Frevel. Leipzig 1903
- Leopold Rosner: Schatten aus dem alten Wien. Berlin 1910
- Kronprinz Wilhelm: Erinnerungen. Stuttgart u. a. 1922

### Übersetzungen
- Guy de Maupassant: Die Erbschaft. Berlin 1896